# Endolepiotula ruizlealii
Endolepiotula ruizlealii är en svampart som beskrevs av Singer 1963. Endolepiotula ruizlealii ingår i släktet Endolepiotula och familjen Agaricaceae.   Inga underarter finns listade i Catalogue of Life.